# Tritomaria exsecta
Tritomaria exsecta ist eine Lebermoos-Art aus der Familie Lophoziaceae und gehört zur Gruppe der beblätterten Lebermoose. Es gibt mehrere deutsche Namen dieser Art: Kleines Schieflebermoos, Kleinzelliges Ungleichlappenmoos, Kleines Ungleichlappenmoos, Ovalgemmen Ungleichlappenmoos, Ausgeschnittenes Ungleichlappenmoos.

## Merkmale
Die Pflanzen sind grün bis dunkelgrün oder braungrün, aufsteigend, bis 2 Zentimeter lang und 1,8 Millimeter breit. Oft entstehen kleine, dichte Rasen oder die Sprosse wachsen vereinzelt zwischen anderen Moosen. Die Stämmchenunterseite ist mit Rhizoiden besetzt. Die Blätter sind quer angewachsen, oft spreizend, rinnig, aber nicht gekielt. Die Blattspitze ist gewöhnlich in drei zugespitzte, ungleich große Lappen geteilt. Die Blattzellen sind abgerundet quadratisch bis rechteckig, derbwandig mit schwach verdickten Zellecken, in der Blattmitte zirka 15 bis 18 Mikrometer groß, am Blattgrund und im hinteren Blattlappen oft größer. Pro Blattzelle sind etwa 3 bis 8, zum Teil auch deutlich mehrere Ölkörper vorhanden. Unterblätter fehlen.
Die Geschlechterverteilung ist diözisch. Sporogone sind selten. Brutkörper werden in großer Zahl an den Spitzen der obersten Blätter gebildet, sie sind rötlich, elliptisch, zweizellig und 12 bis 18 Mikrometer groß.
Tritomaria exsecta ist von der Schwesterart Tritomaria exsectiformis in der Natur habituell kaum zu unterscheiden. Tritomaria exsecta hat aber kleinere Blattzellen und kleinere, nie eckige Brutkörper.

## Standortansprüche
Die Art lebt an beschatteten bis schattigen, mäßig frischen bis mäßig trockenen, kalkarmen, sauren Standorten auf feuchtem Totholz, auf Silikatfels und Blöcken, auf sandiger oder lehmiger Erde, auch epiphytisch an Baumbasen. Oberhalb der Waldgrenze wächst sie meist in sonnigen Lagen.

## Verbreitung
Das Verbreitungsgebiet ist die Nordhalbkugel. In Europa reicht es in Skandinavien nordwärts bis zirka 62 Grad nördlicher Breite (fehlt aber in Finnland), im Süden bis Spanien, Oberitalien und Bulgarien. Weitere Vorkommen gibt in Makaronesien, im Kaukasus, in der Türkei, in Sibirien, im Himalaya, in China, Korea und Japan sowie in Nordamerika.
In Deutschland ist die Hauptverbreitung in den Bergwäldern in Süddeutschland und im Pfälzer Wald. Im Flachland ist die Art sehr selten oder fehlt.
In Österreich kommt die Art von der collinen bis zur alpinen Höhenstufe, bis etwa 2600 Meter Höhe, vor, hauptsächlich aber in der Montanstufe der Alpen verbreitet und häufig, sonst zerstreut bis selten.